# Elbridgen Rand Herron
Elbridgen Rand Herron, detto Alberto (Pegli, 23 luglio 1902 – Giza, 13 ottobre 1932), è stato un alpinista, letterato e musicista statunitense, ma italiano di adozione. Scalatore dotato di un grande valore tecnico nelle arrampicate su roccia, fu un componente della spedizione alpinistica tedesco-americana al Nanga Parbat del 1932  che tentò di scalare inutilmente la settima vetta più alta del mondo.

## Biografia
Nato a Pegli in Liguria da genitori statunitensi visse tutta la sua vita in Italia, quasi sempre a Firenze. Membro del Club Alpino Italiano, studiò e si laureò in filosofia presso l'Università di Firenze, fu pure un apprezzato musicista diplomandosi al Conservatorio di Vienna, e perfezionandosi a Roma, Berlino e Mosca. Tra i più completi alpinisti del tempo, si destreggiò in difficile imprese di 5° e 6° grado nel Kaisergebirge, nelle Dolomiti  e in prime salite nelle Alpi Occidentali e nel Caucaso. Portò a termine le sue prime ascensioni sull'Aiguille de la Brenva, sulle Grandes Jorasses per la Cresta di Tronchey, sulla parete nord del Corno Bianco, la prima italiana della Dents des Bouquetins, salì sul monte Bianco per la cresta di Peuteurey e per la via della Brenva, mostrando una grande padronanza nella scuola della piccozza e del rampone.
Nello stesso gruppo del monte Bianco, in pochissimi anni, spesso con la guida Evaristo Croux, compì quasi tutte le ascensioni classiche. Coll'esploratore svedese Pallin, in pieno inverno compì la prima traversata della Lapponia. Esplorò la catena montuosa dell'Atlante, diede la scalata al Jbel Toubkal in Marocco e ad altre cime inviolate. Nel 1929 comparì nel Caucaso all'attacco delle vette del Ghiulcì, le cui due punte furono ascese il 25 luglio e del Sugan; con Singer, attraversò la Svanezia in Georgia. Trasferitosi momentaneamente negli USA si stabilì a New York, ove conseguì il brevetto di pilota e con Allen Carpé arrampicò lungo l'Hudson. 
Nel 1931 Herron fu nuovamente in America, e non tralasciò di visitare anche i gruppi montuosi del nuovo continente; intanto maturò l'idea e predispose un piano per una spedizione sulle montagne del centro dell'Asia ma i visti di accesso furono negati dal governo inglese.
Nell'estate del 1931 rientrato in Europa fu contattato da Willy Merkl, assieme all'alpinista statunitense Elizabeth Knowlton, alla quale lo legava una relazione sentimentale, quale componente individuato nella futura spedizione tedesca himalayana al Nanga Parbat in fase di organizzazione
Per non farsi cogliere impreparato fisicamente alla spedizione, iniziò un intenso allenamento con i compagni alpinisti tedeschi: a partire dal mese di aprile trascorse mesi interi in montagna, aprì nuove vie accademiche nelle Alpi occidentali, compì ascensioni sui dirupi della Svizzera tedesca; passò poi nel gruppo del monte Bianco, sul Campanile Basso di Brenta, sulla Grignetta  e sulle pareti dello Zuccone Campelli, sul gruppo del monte Rosa e portò a termine la prima ascensione del Corno Bianco dalla parete nord. Nel 1932 nell'impresa himalayana tedesco-americana al Nanga Parbat, scampò miracolosamente a una valanga improvvisa ma fu il primo a giungere sulla montagna in giugno e l'ultimo a lasciarla in agosto, raggiungendo una quota di oltre 6.700 metri prima di ritirarsi difronte all'impossibilità di raggiungere la vetta causa il peggioramento meteorologico.
Morì banalmente il 13 ottobre 1932 a Giza in Egitto, di ritorno dall'India dalla spedizione che aveva tentato inutilmente la scalata della vetta del Nanga Parbat: salito sulla seconda piramide di Chefren, dopo aver superato la difficile parte superiore e intento nella discesa, mise un piede su un sasso mobile e scivolò cadendo per 100 metri morendo sul colpo.  Conosciuto l'avvenimento, gli abitanti della regione del Nanga Parbat, sostenerro che il “demone” della montagna fosse stato il responsabile dell'incidente dopo averlo raggiunto. Difatti il Nanga Parbat era una montagna ricca di tradizioni e leggende, venerata e temuta dagli indigeni di tutto il Paese circostante. Il suo nome in urdu significa "Montagna nuda", probabilmente per le rocce nude dei suoi tremendi precipizi. Nel dard, la lingua locale, è conosciuta come "Diamir" o "La dimora delle fate". Le leggende della regione raccontavano che le fate vivevano sulla montagna e portavano con sé alcuni mortali scelti per condividere la loro immortalità.